# Сино-плаза
Сино-плаза (Sino Plaza, 信和廣場) — 38-этажный гонконгский небоскрёб, расположенный в районе Козуэй-Бей. Построен в 1992 году по проекту фирмы Ho & Partners Architects. В 2013 году по проекту компании MAP Architecture & Planning была проведена реконструкция нижних этажей, после чего там открылся четырёхуровневый роскошный торговый центр Sino Plaza Shopping Mall с несколькими ресторанами. Девелопером здания является компания Sino Land. Среди крупнейших арендаторов офисных площадей — ювелирная компания Ma Belle и разработчик программного обеспечения Swype Inc.
|                |            |                 |
| Торговый центр | Эскалаторы | Книжный магазин |